# Cerdistus setosus
Cerdistus setosus là một loài ruồi trong họ Asilidae. Cerdistus setosus được Hardy miêu tả năm 1920. Loài này phân bố ở miền Australasia.